# امامزاده پیرعباد (آقا پیر باد)
امامزاده پیرعباد یکی از مکانهای زیارتی در شهرستان ازنا است.
این امامزاده محل دفن یکی نوادگان موسی کاظم بنام محمد یا محمد رسول یا محمد سروی است. می‌گویند در زمان خلافت عباسی برای تبلیغ مذهب تشییع و نیز دعوت مردم به دین اسلام به این منطقه مهاجرت نموده است.محمد رسول در تنگه عبوری در پایین همین امامزاده به دست ماموران عباسی شناسایی شده و بعد از زخمی شدن در محل همین امامزاده روی تخته سنگی کشته می‌شود و در همان جا به خاک سپرده میشود. سالها بعد عده ای از علاقه مندان روی قبر ایشان ساختمانی بنا کرده و محل دیدار گردشگران و زائران میگردد.

## موقعیت گردشگری
منطقه گردشگری و زیارتی آقا پیرعباد محل عبادت و تفریح مردم ازنا در روزهای تعطیل و ایام مذهبی است.این امامزاده در مجاورت جاده ازنا، اراک قرار گرفته و روزانه ده‌ها زائر و گردشگر از ازنا و دیگر مناطق از آن دیدن می‌کنند.در کنار امامزاده چشمه دائمی آب قرار دارد که همیشه دارای آب است و مردم از آن برای استفاده یا تبرک با خود می‌برند.اکنون شهرداری ازنا امکاناتی مانند آلاچیق و سکو و نیز برج نوری برای روشنایی در شب برای این مکان تهیه کرده است.